# NGC 3647
NGC 3647 је елиптична галаксија у сазвежђу Лав која се налази на NGC листи објеката дубоког неба.
Деклинација објекта је + 2° 53' 29" а ректасцензија 11h 21m 38,6s. Привидна величина (магнитуда) објекта NGC 3647 износи 14,3 а фотографска магнитуда 15,3. NGC 3647 је још познат и под ознакама CGCG 39-142, Shkh 352, PGC 34816.